# Abdul Alhazred
Abdul Alhazred, o Árabe Louco, é um poeta fictício, suposto autor do livro "Al Azif" (mais conhecido por Necronomicon) na literatura e mitos criados por H. P. Lovecraft.

## Nome
O nome Abdul Alhazred é um pseudónimo que Lovecraft criou na sua juventude, que adotou após ter lido As Mil e Uma Noites aos cinco anos de idade. O nome terá sido inventado pelo próprio Lovecraft ou pelo advogado da família Phillips, Albert Baker. Abdul é um nome árabe comum, mas Alhazred poderá estar relacionado com "hazard" (em português:  perigo, risco), em referência à natureza destrutiva e perigosa do Necronomicon, ou aos antepassados de Lovecraft com esse nome. Pode ainda ser um trocadilho com a expressão "all has read" (em português:  que tudo leu), uma vez que Lovecraft foi um leitor ávido na sua juventude. Outra possibilidade, apresentada num ensaio do escritor e editor sueco Rickard Berghorn, é que o nome Alhazred foi influenciado por referências a dois autores históricos cujos nomes foram latinizados como Alhazen: Alhazen ben Josef, que traduziu Ptolomeu para árabe, e Abu Ali al-Hasan Ibn Al-Haitham, que escreveu sobre ótica, matemática e física. Diz-se que Ibn al-Haytham fingiu ser louco para escapar à fúria de um governante.

## Biografia
Segundo Lovecraft, Alhazred era "um poeta árabe louco originário de Saná no Iémen, que terá prosperado durante o período do Califado Omíada, cerca de 700. Visitou as ruínas da Babilónia e o segredo subterrâneo de Mênfis e passou dez anos sozinho no grande deserto da Arábia, o Rub' al-Khali, que é alegadamente habitado por espíritos malignos e monstros da morte." Nos seus últimos anos Alhazred viveu em Damasco, onde em 738 escreveu o Al Azif, um livro maléfico em árabe que viria mais tarde a ser conhecido como Necronomicon. Todos aqueles que entram em contacto com este livro geralmente têm um final desagradável, e Alhazred não foi uma exceção. De acordo com Lovecraft, "é dito por ibne Calicane (biógrafo do século XII) que ele terá sido agarrado por um monstro invisível em plena luz do dia e horrivelmente devorado na presença de um grande número de testemunhas aterrorizadas. Sobre a sua loucura muitas coisas são ditas. Ele alegava ter visto a fabulosa Irem, ou cidade dos Pilares, e descoberto sob as ruínas de um certo povoado no deserto os anais e segredos de uma raça mais antiga do que a humanidade. Alhazred era apenas um muçulmano indiferente, venerando entidades desconhecidas a quem chamava Yog-Sothoth e Cthulhu".